# 黑胸蜂虎
黑胸蜂虎（学名：Merops leschenaulti）也作栗头蜂虎，为蜂虎科蜂虎属的鸟类。该物种的模式产地在斯里兰卡。

## 保护
- 中国国家重点保护动物等级：二级

## 亚种
- 黑胸蜂虎指名亚种（学名：Merops leschenaulti leschenaulti）。在中国大陆，分布于云南等地。该物种的模式产地在斯里兰卡。[2]